# Ware (Massachusetts)
Pour les articles homonymes, voir Ware.
Ware est une ville américaine située dans le comté de Hampshire dans l’État du Massachusetts.
Le botaniste et universitaire Norman Carter Fassett est natif de Ware.

## Traduction
- (en) Cet article est partiellement ou en totalité issu de l’article de Wikipédia en anglais intitulé « Ware, Massachusetts » (voir la liste des auteurs).